# Yandex Browser
Der Yandex Browser (russisch Яндекс.Браузер) ist ein vom russischen Suchmaschinen-Betreiber Yandex entwickelter Webbrowser, der erstmals im Oktober 2012 veröffentlicht wurde. Er baut auf der HTML-Rendering-Engine Blink auf.
Yandex Browser liegt in Versionen für Windows, macOS, Android und iOS vor. Eine Linux-Version liegt seit Oktober 2014 als Betaversion vor.

## Geschichte

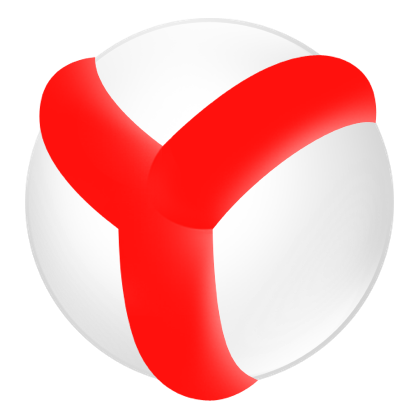
Ehemaliges Logo (bis 2015)

Ab Sommer 2012 lieferte die Mozilla Foundation ihren Firefox-Browser auch in Russland mit Google als voreingestellter Suchseite aus. Der Schritt überraschte, da Yandex seit dem Jahr 2009 mit Mozilla kooperierte und als Firefox-Standardsuchseite voreingestellt war. Viele Yandex-Angestellte waren Projektmitarbeiter der Mozilla Foundation zur Anpassung des Browsers Firefox für russischsprachige Anwender. Auch wenn man seit der Firefox-Version 14 Yandex wieder als Standardsuchseite einstellen kann, sah das russische Unternehmen den Marktanteil seiner Dienste bedroht, die laut Marktforschungsunternehmen Comscore im Oktober 2012 auf 50,4 Millionen Besucher und täglich 185 Millionen Suchanfragen bedienten.
Yandex stand ohnehin unter Druck. Bei seiner Expansion in die Türkei im Herbst 2011 konnte Yandex gegen den Marktführer Google wenig ausrichten. Da Google nun seinen Browser Google Chrome in Russland aggressiv bewarb, entwickelte auch Yandex einen Browser.
Der Yandex Browser wurde am 1. Oktober 2012 für Windows und OS X vorgestellt. Am 18. Juni 2013 folgten Versionen für die Smartphone- und Tablet-Betriebssysteme Apple iOS und Android. Die Betaversion erschien im Mai 2015.
Ende 2014 folgte eine Beta-Version für Linux. In diesem Projektzustand verharrt die Linuxversion seither.
Im Februar 2016 erwarb Yandex vom russischen Entwickler Agnitum die Sicherheits-Software „Outpost“ für den Yandex-Browser.

## Software
Der Yandex Browser basiert auf WebKit bzw. auf der daraus im Rahmen des Chromium-Projekt von Google entwickelten Abspaltung Blink. Zudem wurde die „Opera-Turbo“-Technologie, die schnelles Surfen auch bei langsamen Internetverbindungen auf mobilen Geräten ermöglichen soll, von Opera Software lizenziert. Downloads werden automatisch durch Kaspersky Anti-Virus auf Viren und Schadsoftware überprüft. Auf Wunsch können Websites mit Hilfe von Yandex Translate automatisch übersetzt werden.
Optisch zeichnet sich der Browser durch seine „Tablo“ genannte Startseite aus. Es gibt eine klassische und die neue Oberfläche. Die neue minimalistische Oberfläche soll den Browser von seiner Konkurrenz abheben. Es sind nur wenige Symbole zu sehen, das Hintergrundbild und die Position der Tableiste sind einstellbar. Bei der neuen Oberfläche hat man auch eine Auswahl an verschiedenen animierten Hintergründen. Ansonsten unterstützt der Browser Mausgesten, wie man es von Opera kennt. Außerdem können Opera- und Google-Chrome-Erweiterungen (teilweise auch Chrome-Apps) installiert werden.

## Rezeption
Der Browser wurde bei der Erstveröffentlichung von der Fachpresse in der Mobil- und in der PC-Version überwiegend positiv aufgenommen. Kritisiert wurde, dass er bislang stark auf den russischsprachigen Markt ausgerichtet ist. Die erste Version wurde weiterentwickelt und erhielt zunehmend Empfehlungen auch aus der deutschen Fachpresse. Dabei werden neben dem als frisch wahrgenommenen Erscheinungsbild die Datenschutz-Funktionen betont, vor allem im Stealth-Modus.
Besucher aus verschiedenen Ländern verwendeten nach Angaben von Liveinternet.ru zu folgenden Anteilen den Yandex Browser:
| Land       | Januar 2014 | Januar 2015 | Januar 2016 | Januar 2017 | Januar 2018 | Januar 2019 | Januar 2020 | Januar 2021 | Januar 2022 | Januar 2023 |
| ---------- | ----------- | ----------- | ----------- | ----------- | ----------- | ----------- | ----------- | ----------- | ----------- | ----------- |
| Russland   | 6,7 %       | 7,2 %       | 9,2 %       | 10,2 %      | 9,6 %       | 11,2 %      | 16,9 %      | 27,6 %      | 29,2 %      | 34,1 %      |
| Ukraine    | 4,7 %       | 4,6 %       | 5,1 %       | 4,9 %       | 6,7 %       | 6,0 %       | 4,7 %       | 3,8 %       | 3,1 %       | 14,7 %      |
| Belarus    | 3,1 %       | 3,2 %       | 3,8 %       | 4,0 %       | 4,3 %       | 5,2 %       | 7,8 %       | 15,8 %      | 20,3 %      | 12,7 %      |
| Kasachstan | 2,4 %       | 2,4 %       | 2,6 %       | 2,4 %       | 2,8 %       | 3,6 %       | 6,5 %       | 9,9 %       | 11,1 %      | 7,3 %       |
| Georgien   | 0,9 %       | 0,9 %       | 1,2 %       | 1,2 %       | 1,2 %       | 2,1 %       | 2,0 %       | 2,9 %       | 3,5 %       | 4,5 %       |
| Israel     | 0,3 %       | 0,4 %       | 0,5 %       | 0,7 %       | 0,8 %       | 1,4 %       | 1,6 %       | 2,1 %       | 1,9 %       | 2,7 %       |